# ピーエリス

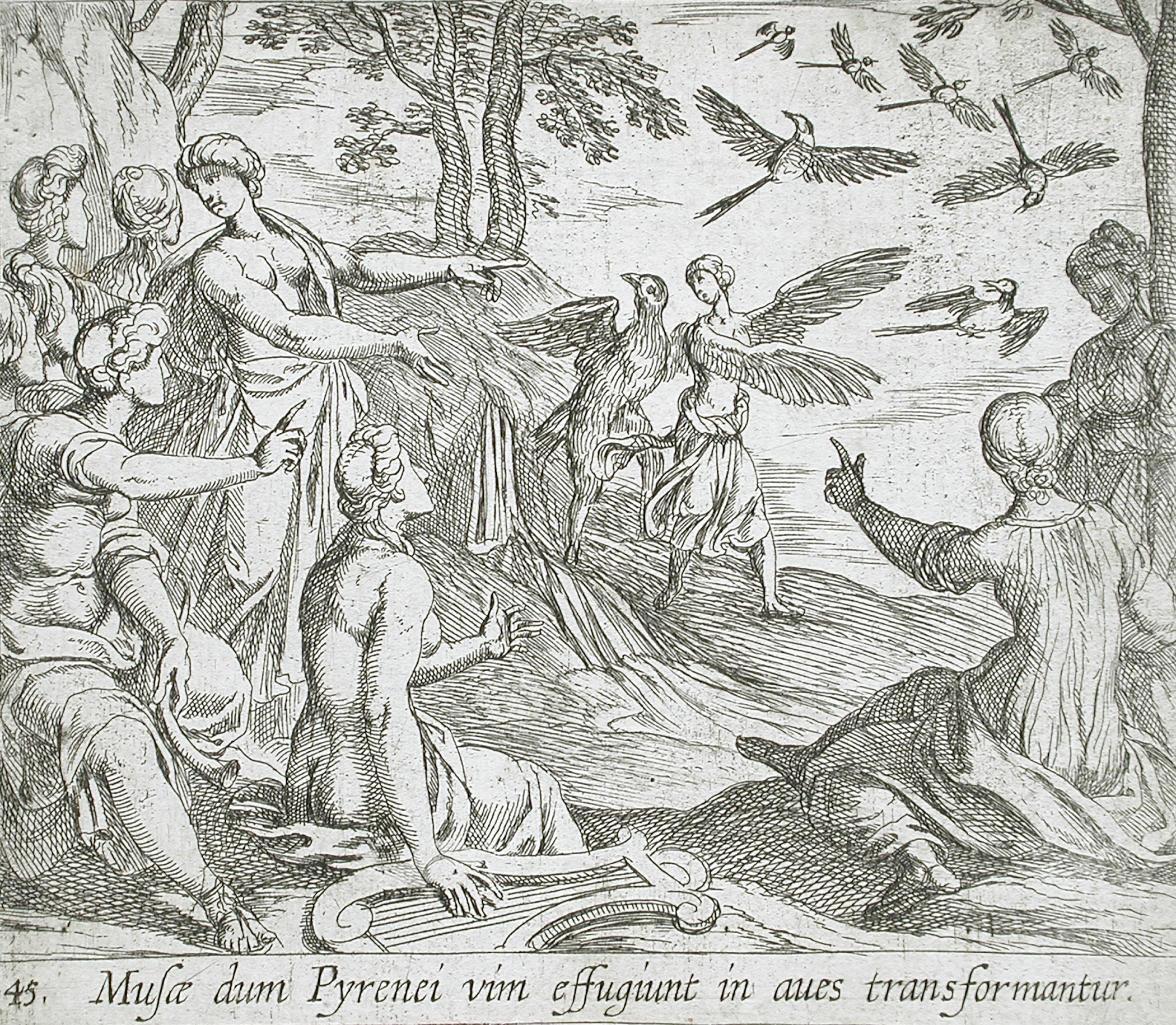
ヴィルヘルム・ジャンソン、アントニオ・テンペスタ『ピーエリデスの変身物語』（1606年、ロサンゼルス・カウンティ美術館所蔵）

ピーエリス（古希: Πιερίς, Pieris）またはピエリスは、ギリシア神話に登場する9人の姉妹。複数形はピーエリデス（古希: Πιεριδες, Pīerides）。

## 神話
ピーエリア王・ピーエロスとパイオニア王国のエウイッペーとの間に生まれた9人の娘である。
ピーエリスたちを描いた神話原典は古代ローマの詩人・オウィディウスによる『変身物語』第5巻が有名。

## ギャラリー

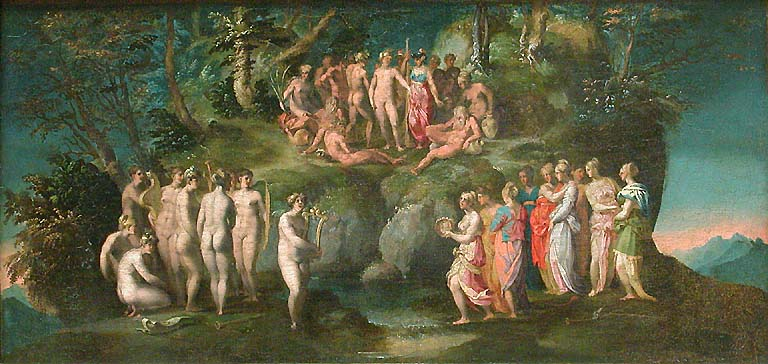
ロッソ・フィオレンティーノ『ピーエリデスの挑戦』1520年代 ルーヴル美術館所蔵
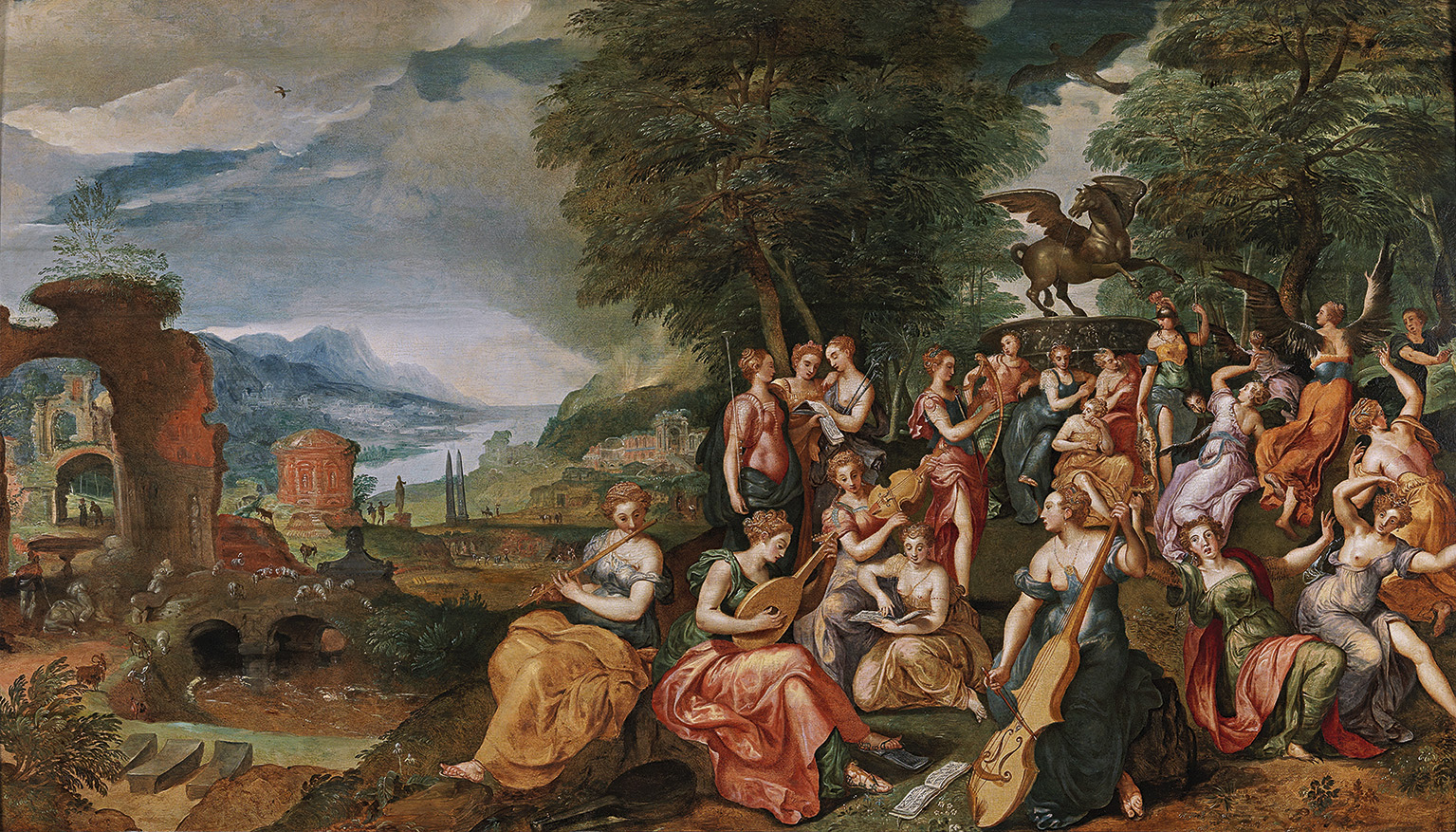
マールテン・デ・フォス『ムーサイとピーエリデスの争い』16世紀 個人蔵
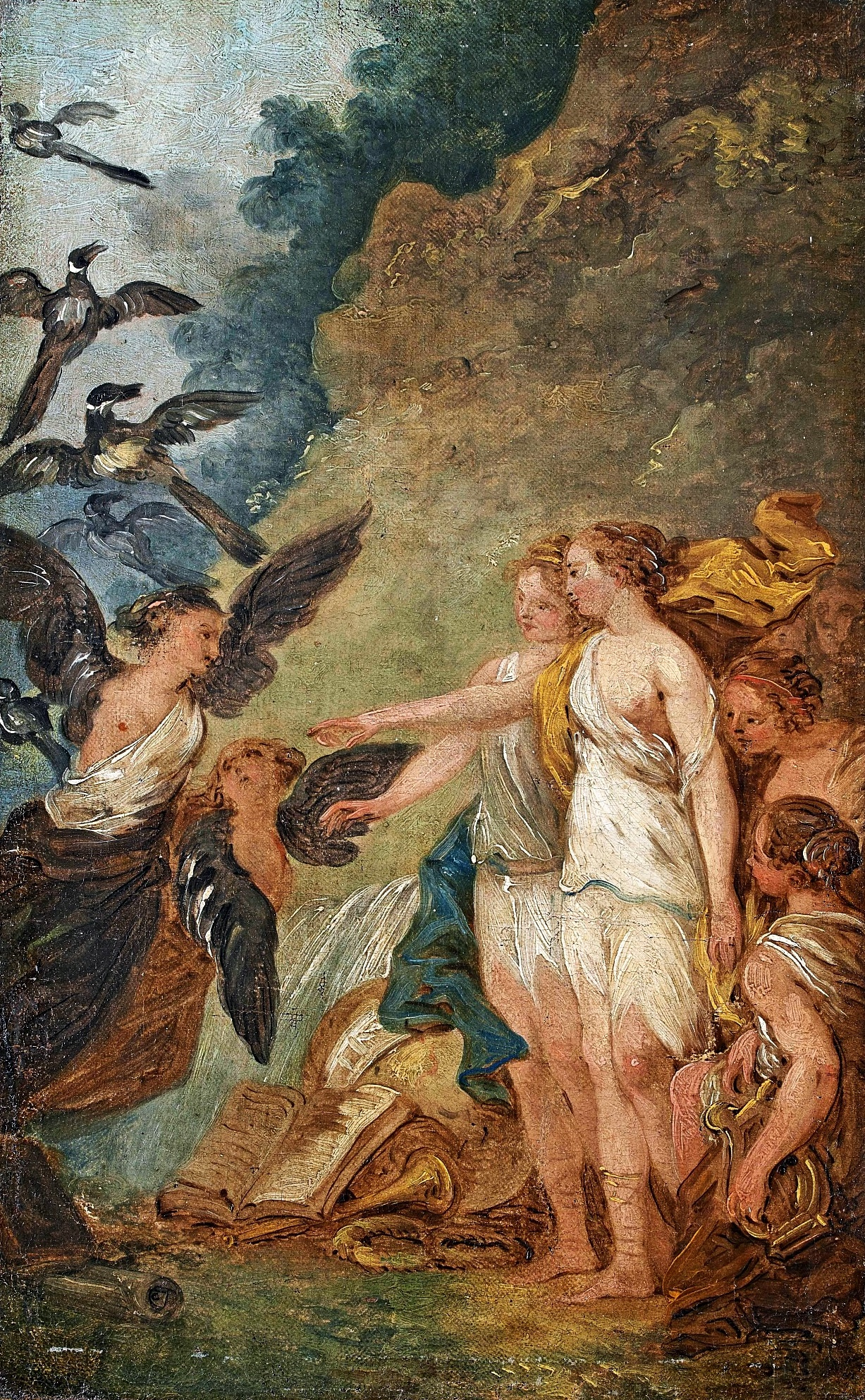
ジャン＝ピエール・ノルブラン・ド・ラ・グルデーヌ『カササギの姿に変身したピーエリデス』1774年と1783年の間 ワルシャワ国立美術館所蔵
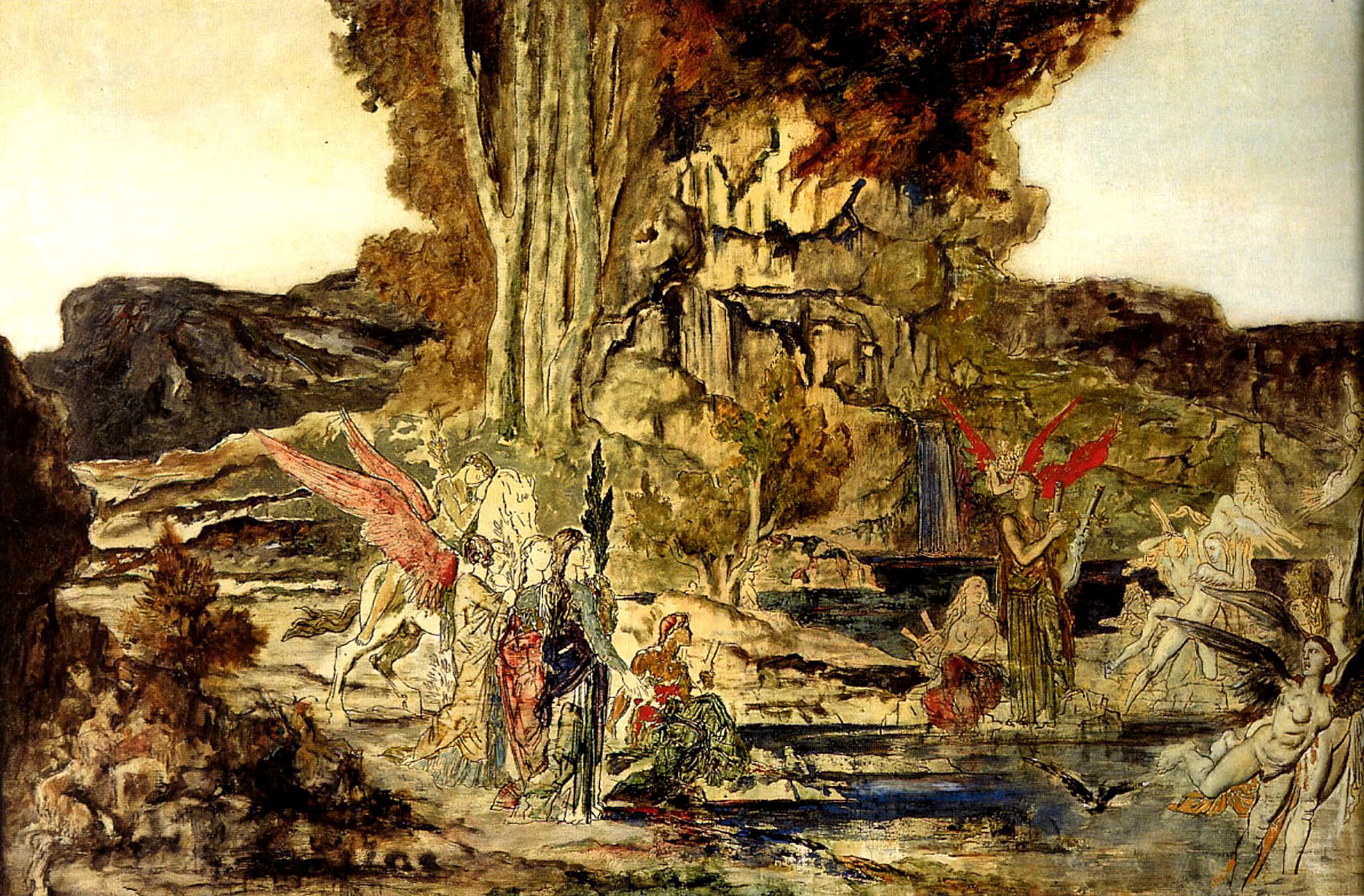
ギュスターヴ・モロー『ピーエリデス』1886-1889年頃 ギュスターヴ・モロー美術館所蔵
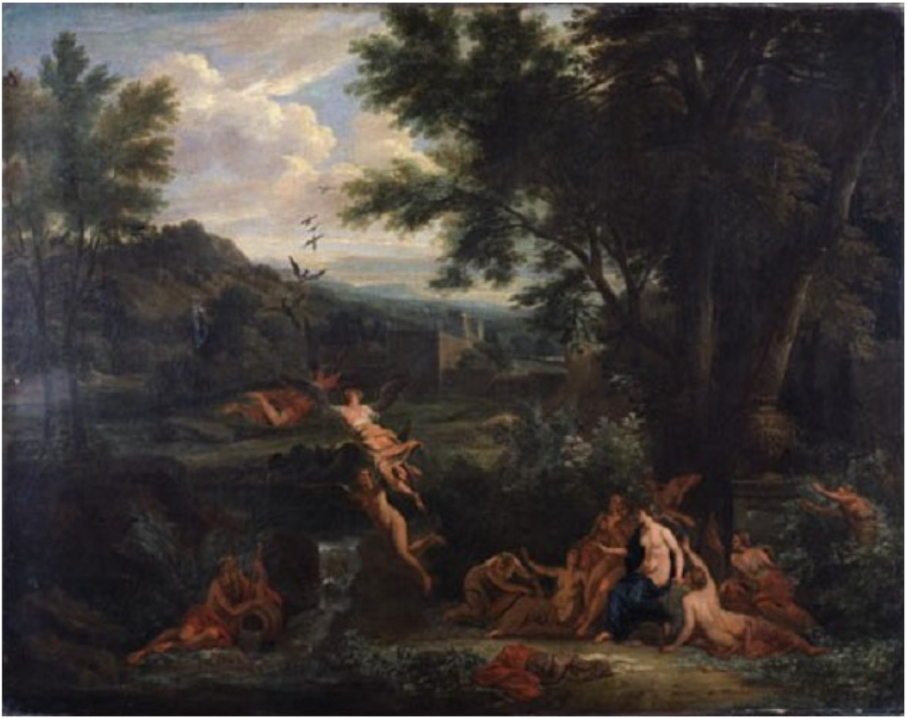
リチャード・ファン・オルレイ（英語版）『カササギの姿に変身したピーエリデス』1683-1732年頃 ヘント美術館所蔵